# Martin Čech (ur. 1975)
Martin Čech (ur. 19 października 1975) – czeski hokeista.

## Kariera klubowa
- Ytong Brno (1999–2000)
- Senators Rosice (2000–2001)
- Ytong Brno (2001–2002)
- HC Zlín (2002)
- HC Havířov (2002–2003)
- HC Zlín (2003–2008)
- BK Mladá Boleslav (2008)
- MHC Martin (2008–2009)

## Sukcesy
- Puchar Kontynentalny 2009 z MHC Martin
- Mistrzostwo Czech 2004 z HC Zlín